# روبرت فيرغسون (لاعب كرة قدم بريطاني)
روبرت فيرغسون (بالإنجليزية: Robert Ferguson)‏ (1 يناير 1908 في المملكة المتحدة - ) هو لاعب كرة قدم بريطاني في مركز مهاجم داخلي. لعب مع وست بروميتش ألبيون وJarrow F.C. ‏ ونادي بليث سبارتانز ونادي أشينغتون ‏ ونادي نيلسون وAnnfield Plain F.C. ‏.